# Альмиранте Браун
«Альмиранте Браун» (исп. Club Almirante Brown) — аргентинский футбольный клуб из города Исидро-Касанова. Название дано в честь национального героя Аргентины адмирала Уильяма Брауна.

## История
Клуб основан 17 января 1922 года. Первым постоянным комплектом формы, приобретённым клубом для футболистов, была жёлто-чёрная форма уругвайского «ЦУЖДКК», в будущем «Пеньяроля».
В сезоне 1991/92 годов клуб был близок к продвижению в Примеру А, но в финале плей-офф уступил в двух матчах «Сан-Мартину» из Тукумана.
В 2010—2014 годах выступал в Примере B Насьональ, но по итогам сезона 2013/14 «Альмиранте Браун» вновь пошёл на понижение в третий дивизион (Примера B Метрополитана), заняв 19-е место в турнире.

## Достижения
- Победитель Примеры B Метрополитана (третий уровень) (3): 2006/07, 2009/10, 2020
- Победитель Примеры C (третий уровень) (1): 1965
- Победитель Примеры D (четвёртый уровень) (1): 1956